# Prinz-Albert-Piercing
Der Prinz Albert (kurz PA) ist ein Piercing, das von der Harnröhre ausgehend durch die Penisschaft-Wand direkt in der Eichelkranzfurche verläuft und meist mit einem Ball Closure Ring oder einem glatten Segmentring (ohne Kugel) getragen wird. Das Piercing wird im Eichelkranz von der Harnröhre nach außen direkt neben das Frenulum (Vorhautbändchen) gesetzt. Sofern durch eine Frenulektomie – bei beschnittenem Penis oder nach Korrektur eines verkürzten Vorhautbändchens möglicherweise bereits vorliegend – das Frenulum zuvor vollständig entfernt wurde, kann das Piercing stattdessen mittig platziert werden. Bei Frauen entspricht es dem Prinzessin-Albertina-Piercing.

## Geschichte
Prinz Albert, der Ehemann der britischen Königin Viktoria, wollte mit dem Ring angeblich die Vorhaut von der Eichel zurückhalten, um zu verhindern, dass sich Smegma darunter bilden kann. Der Ring wurde möglicherweise am Hosenknopf befestigt. Eine andere Variante ist, dass sich der Prinz durch seinen Penis beim Tragen von Reithosen gestört fühlte und ihn so in eine weniger unangenehme Position brachte. Es ist jedoch schwer, den Wahrheitsgehalt dieser eher unwahrscheinlichen Geschichten zu ermitteln. Es wird auch angenommen, dass es sich hierbei um einen von Doug Malloy – der sich stark für die gesellschaftliche Anerkennung von Bodypiercing in den USA einsetzte – verbreiteten Mythos handelt. Banaler wäre der Bezug zu Albert-Ketten, einen Uhrenkettenstil, den Prinz Albert im Viktorianischen Zeitalter trug. Traditionell hat dieser Uhrenkettenstil an einem Ende eine Stange, mit der die Kette am Knopfloch einer Weste befestigt wird. Das andere Ende der Kette ist mit einem drehbaren Haken zum Anbringen der Uhr ausgestattet.

## Durchführung
Von der Harnröhre ausgehend wird mit einer Venenverweilkanüle bis zur Unterseite des Penis gestochen. Dabei wird die Nadel beim Einführen in die Harnröhre zunächst etwas in die Kanüle zurückgezogen, damit keine Verletzungen entstehen. Ist die Kanüle dann richtig platziert, erfolgt der Stich dann durch das Vorschieben der Nadel. Die Kanüle mit Nadel sollte sorgfältig eingeführt werden; bei Beugung der Kunststoffkanüle besteht die Gefahr, dass die Nadel beim Vorschieben die Kunststoffkanüle durchsticht.
Eine präzisere Methode geht den umgekehrten Weg: In die Harnröhre wird eine Metallröhre (Receiving Tube) bis zur gewünschten Tiefe eingeführt und dann die Vorderkante vorsichtig nach außen gedrückt. In diese Ausbeulung erfolgt der Stich von außen. Die Receiving Tube verhindert hierbei, dass die Harnröhre verletzt wird.
Falls gewünscht, kann die Stichstelle vorher lokal betäubt werden. Die Heilungsdauer beträgt etwa vier bis sechs Wochen und ist meist unproblematisch.
In sehr vereinzelten Fällen kann die Durchführung des PA-Piercings sich als schwierig darstellen. Dies ist der Fall, wenn genau neben dem Bändchen (Frenulum praeputii) Blutgefäße verlaufen. Da diese für die Blutversorgung des Schwellkörpers im Penis mitverantwortlich sind, sind auch erfahrene Piercer hier vorsichtig und raten nicht unbedingt zu einem Versuch, diese Stelle zu piercen. Zwar ist dies durchaus möglich, jedoch ist mit längeren Blutungen und Schmerzen zu rechnen.
Eine mittige Platzierung des Prinz-Albert-Piercings sollte nur dann in Erwägung gezogen werden, wenn das sich dort normalerweise befindliche Frenulum (Vorhautbändchen) zuvor vollständig ausgeschnitten wurde (Frenulektomie). Bei intaktem Frenulum oder bei einer nur unvollständigen Reduktion kommt es sonst bei Bewegung der Vorhaut beziehungsweise Schafthaut in dem Bereich zu Hautverschiebungen, die zum Teil erheblichen Spannungen auf den Stichkanal ausüben können und die die Heilung beeinträchtigen (oder gar unmöglich machen) und den Tragekomfort dauerhaft beeinträchtigen können.

## Dehnen

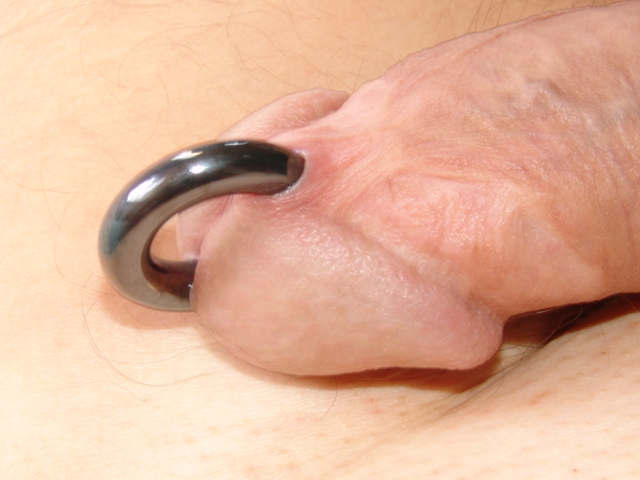
Prinz-Albert-Piercing mit einem 4-Gauge-Segment-Ring

Gestochen wird das Piercing gewöhnlich in einer Stärke von zwei bis drei Millimetern.
Ein erfolgreich verheiltes Prinz-Albert-Piercing wird in der Regel geweitet, um den Tragekomfort zu erhöhen. Darüber hinaus verringert sich bei größerem Durchmesser das Risiko, dass der Schmuck herauswächst und die Eichel dabei auseinanderschneidet. Bei etwa vier Millimetern Drahtstärke gilt der Prinz Albert als angenehm, deshalb sollte schon beim Stechen auch auf eine relativ große Einstiegsgröße von 2,4 Millimetern geachtet werden. Dehnungen auf über zehn Millimeter sind möglich, reduzieren den Tragekomfort jedoch in der Regel wegen des hohen Gewichts des eingesetzten Schmuckstücks. Die Dehnungen sollten in Stufen von 1, max. 2 mm vorgenommen werden und zeitlich nicht zu weit auseinander liegen; 4....8 Wochen sind optimal. Bei zu langem Verharren auf einem Durchmesser wird durch die fortlaufende, ringförmige Verstärkung der Haut auf der Unterseite eine weitere Dehnung schwieriger. Häufiger Geschlechtsverkehr ist der Dehnung zuträglich, auch ist nach der Dehnung, da keine Verletzung erfolgt, keine Abstinenzzeit notwendig. Der Durchstich sollte so tief im Bereich des Frenulums erfolgen, dass ein Innendurchmesser des Ringes von gängigen 19 mm erzielt wird; dann ist die Gefahr des Herauswachsens sehr gering. Falls das Frenulum sehr kurz ist oder stört, lässt sich direkt beim Piercen oder bei der Nachsorge durch einen einfachen Einschnitt Abhilfe schaffen.

## Pflege während der Heilung
Da das Piercing häufig mit Eigenurin in Kontakt kommt, verläuft die Heilung des Stichkanals relativ schnell. Zusätzlich sind tägliche Kamille- oder Salzwasserbäder empfehlenswert. Zur Verwendung von Salben wird nicht geraten, da diese den Stichkanal verkleben könnten. Vorbeugende Desinfektionen sollten nicht regelmäßig vorgenommen werden.
Infektionen treten beim Prinz-Albert-Piercing relativ selten auf.
Die Pflege des Reverse Prinz Albert ist aufwändiger, und die Heilung dauert in der Regel länger als beim PA, ähnlich wie beim Apadravya.

## Variationen

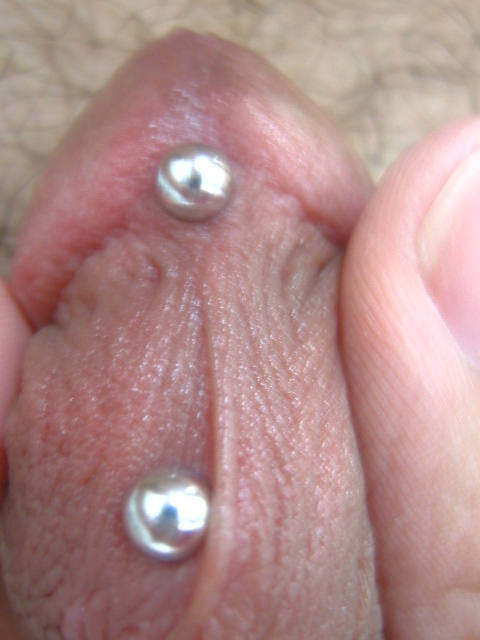
Dolphin-Piercing

Außerdem gibt es den Reverse Prinz Albert (Reverse PA), auch Queen Victoria genannt, der ebenfalls durch die Harnröhre eintritt, aber auf der Oberseite der Eichel hervortritt und quasi einen „halben Apadravya“ darstellt.
Eine weitere Variante ist der so genannte Dolphin, vergleichbar mit einem „doppelten PA“, der deutlich tiefer sitzt und dort beginnt, wo der PA aufhört. Vorzugsweise kommt ein Curved Barbell zum Einsatz, der die Illusion erweckt, das Schmuckstück tauche wie ein Delfin durch den Schaft.
Ebenfalls eine Variante davon ist der Deep PA; hier sitzen die beiden Durchgänge noch tiefer, meist schon nahe dem Hodensack.
Beim Prince’s Wand wird ein Stab in die Harnröhre eingeführt und meist durch ein PA an Ort und Stelle gehalten.

## Auswirkungen
Für den Träger und dessen Sexualpartner kann der PA erotisch und anregend, aber auch unangenehm sein, abhängig von Größe und Form des Schmucks und der persönlichen Einstellung. Beim Träger wird bei entsprechender Bewegung die innere Harnröhre stimuliert, womit eine besondere Gefühlserfahrung verbunden sein kann. Auch der Sexualpartner empfindet die sexuelle Reizung möglicherweise intensiver durch den mechanisch verstärkt ausgeübten Druck.

## Mögliche Probleme

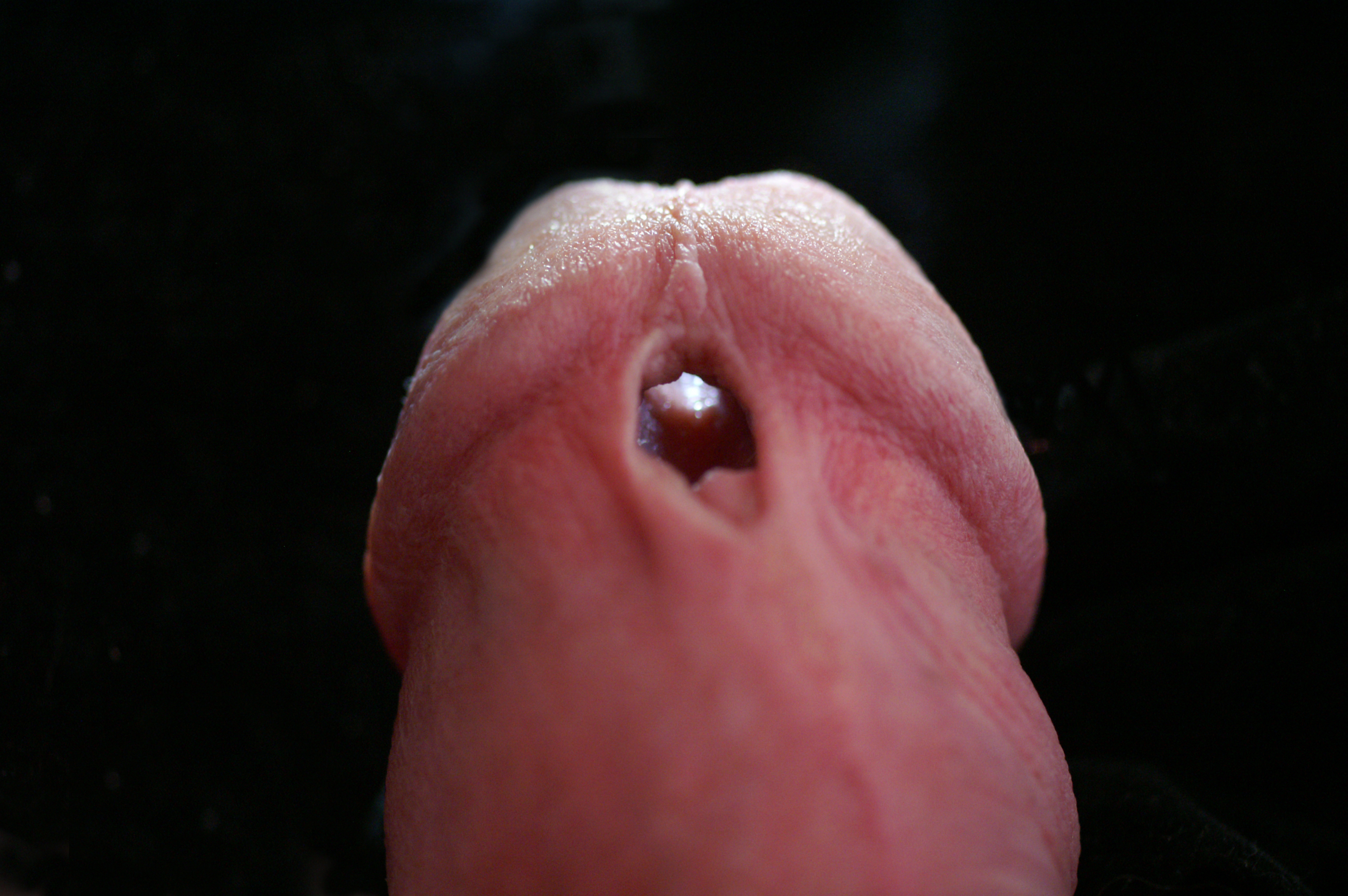
Die Perforation der Harnröhre kann beim Entleeren der Blase den Harnstrahl beeinträchtigen

Insbesondere bei Piercingschmuck mit zu dünner Drahtstärke (unter drei bis vier Millimeter) besteht bei ungünstiger mechanischer Belastung die Gefahr des langsamen Auswanderns des Schmuckstückes. Dabei wird die Eichel auf der Unterseite vom Stichkanal bis zur Harnröhrenöffnung vollständig durchtrennt, was zu einer – in diesem Fall unfreiwilligen – Subinzision führt. In diesem Fall ist eine sofortige operative Korrektur notwendig.
Gelegentlich können beim Geschlechtsverkehr Schmerzen beim Sexualpartner hervorgerufen werden. Auch dies ist meist durch Piercingschmuck mit zu geringer Materialstärke begründet. Wird bei einem Träger des Intimschmucks Fellatio ausgeführt, kann dies beim Ausführenden zu Schäden an den Zähnen führen. Zur Sicherheit sollte das Schmuckstück daher vor der Durchführung von Fellatio entfernt werden.
Beim Urinieren kommt es häufig zu mäßiger bis starker Tropfenbildung, was meist nicht durch den Stichkanal hervorgerufen, sondern dadurch verursacht wird, dass der Urin am eingesetzten Schmuck entlangfließt (Adhäsion) und nach unten abtropft. Dieser Effekt kann durch Form und Größe des Schmucks oder durch Drehung des Penis beeinflusst werden. Eine Alternative kann ein Surface Bar sein: dieser kann auch in kleinen Drahtstärken getragen werden und beeinflusst das Urinieren weniger. Besonders bei geweitetem Stichkanal kann es nach Entfernen des Schmucks durch die perforierte Harnröhre dauerhaft zu einer Zerstreuung des Harnstrahls kommen.
Trotz eines Prinz-Albert-Piercings kann ein Kondom verwendet werden, jedoch muss darauf geachtet werden, dass der Schmuck nicht verkratzt ist, beispielsweise durch das Einsetzen mit einer Zange.